# Cmentarz żydowski w Tisincu
Cmentarz żydowski w Tisincu – cmentarz założony na początku XV wieku jako miejsce pochówku Żydów z pobliskiego Stropkova, wykorzystywany do 1892 roku, kiedy otwarto cmentarz żydowski w Stropkovie. Był pierwszym żydowskim cmentarzem na Słowacji.